# Simultankontrast

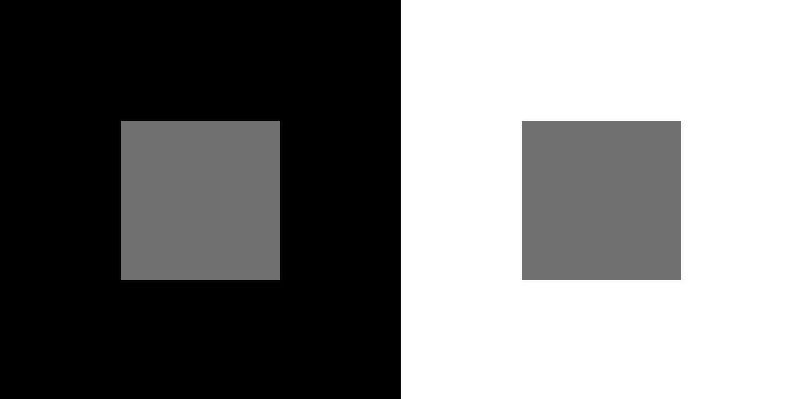
Simultaneous Contrast

Simultankontrast är ett optiskt fenomen, men som har sin tillämpning även inom färglära såväl som måleriet. Simultankontrast (färginduktion) är det fenomen man upplever när man betraktar en färg och ögat  samtidigt strävar efter att frammana komplementfärgen till denna  färg. Det är ögat som självständigt alstrar komplementfärgen om den inte redan finns. 
Fenomenet simultankontrast har varit känt länge, men har förklarats på olika sätt. Eftersom effekten är större då skillnaden mellan färgfälten är mindre (och inte alls tvärtom, som man trodde förr) menar fysikern och kemisten Jan Sisefsky att simultankontrasten inte bör tolkas som en synvilla utan en funktion i ögat konstruerad för att förstärka kontrasten mellan färgfält, då gränsen är för svag för att kunna urskiljas. 
År 1839 undersökte den franske kemisten Michel Eugène Chevreul simultankontrastfenomenet i sin bok "De la loi du contraste simultané des couleurs". Boken studerades flitigt i konstnärliga kretsar, däribland impressionisterna. Konstnärer som använt sig av simultankontrast och andra optiska färgfenomen är till exempel Eric H Olson och James Turrell. 
Goethe tar i sin färglära upp simultankontrasten. Han skriver: 
 Dessa fenomen är av största vikt, därför att de visar oss hän på seendets lagar och är en nödvändig förberedelse det fortsatta betraktandet av färgerna. Ögat begär helt enkelt totalitet och sluter i sig självt samman kretsen av färger. I violett, som gult fordrar, ligger rött och blått; i orange finns gult och rött, mot vilket blått svarar; grönt förenar i sig blått och gult och fordrar rött - och så vidare i de mest skilda blandningars alla nyanser.  

## Exempel
Om man placerar en grå kvadrat på ett rött färgfält kommer den grå färgen att få en grönaktig ton, då grön är komplementfärg till rött. Om man istället för grått tar en annan färg kommer den också att påverkas. Om man använder en blå kvadrat istället för en grå, kommer den blå att få en grön ton. I situationer då ögat inte vet vad som är infält och omfält är det främst gränsområdena som drabbas.   Om man kontrasterar komplementfärger kommer de att förstärka varandra, medan färger som inte är exakta komplementfärger kommer att försöka bryta den andra till komplementverkan. Enligt Johannes Itten, förlorar bilden sin verklighetskaraktär och lyser upp i nya verkningar. Itten menar att färgerna tycks vara i högsta dynamiska upprördhet och att stabiliteten löses upp och kommer in i ett växlingsfullt vibrerande. Färgen verkar avmaterialiserad. Det är viktigt att betona att denna effekt uppstår som färgupplevelse i betraktarens ögon, den finns inte reellt.